# Dufauxia zikani
Dufauxia zikani är en skalbaggsart som beskrevs av Lane 1970. Dufauxia zikani ingår i släktet Dufauxia och familjen långhorningar. Inga underarter finns listade i Catalogue of Life.